# 매드랙스
매드랙스(MADLAX, マドラックス)는 비 트레인 애니메이션 스튜디오에서 2004년에 제작한 26부작 일본의 애니메이션 TV 시리즈이다. 마시모 고이치가 감독을 맡았고, 사운드 트랙은 카지우라 유키가 작곡했다. DVD 버전은 북미와 영국의 ADV 필름스, 호주와 뉴질랜드의 매드맨 엔터테인먼트에서 출시되었다.
이야기는 겉보기에는 공통점이 거의 없고 처음에는 상대방의 존재를 알지 못하는 두 젊은 여성 마가렛과 매드랙스를 중심으로 전개된다. 매드랙스는 내전으로 폐허가 된 가상의 국가 가스트소니카(Gazth-Sonika)의 전설적인 용병이자 암살자이다. 그녀는 전쟁이 시작된 12년 전 이전에는 자신의 과거나 실제 이름을 기억하지 못한다. 또 다른 주인공은 유럽의 평화로운 나라 나프레체의 부유한 귀족 가문의 유일한 상속자인 마가렛 버튼이다. 이야기가 시작되기 12년 전, 여객기 마가렛과 그녀의 어머니가 가즈스-소니카(Gazth-Sonika) 상공에 추락했고, 승객들과 구조대를 이끌었던 마가렛의 아버지는 그 이후로 실종되었다. 그러나 마가렛은 신비롭게 혼자서 나프레체로 돌아왔고, 돌아오기 전에 기억을 잃었다. 그녀가 기억하는 유일한 단어는 "매드랙스"라는 단어뿐이다. 두 소녀를 연결하는 이 스레드를 통해 두 소녀는 수수께끼의 주인공이 두 소녀 모두에게 관심을 보인 후 강력한 범죄 조직인 앙팡을 독립적으로 조사하기 시작한다.
매드랙스는 스튜디오의 초기 프로젝트인 누아르(Noir)의 정신적 후속작으로 제작되었으며 엘 카자드와 함께 이 시리즈는 "걸스 위드 건즈" 장르를 탐구하는 3부작을 구성한다. 매드랙스의 제작은 2002년에 시작되었지만 구로다 요스케가 프로젝트에 합류하고 나서야 시리즈가 최종 형태를 갖추게 되었다. 비평가들은 느와르와 마들락스 사이의 결과적인 유사점을 지적했지만, 후자의 덜 일화적이고 더 플롯 중심적인 스타일, 특히 주로 현실적인 느와르와 대조되는 많은 초자연적 요소의 통합과 같은 차이점도 인정했다. 더 이상의 설명 없이 해석해야 하는 경우가 많다.